# نيكي مارتن
نيكي مارتن (بالإنجليزية: Nikki Martin)‏ هي طاهية وممثلة أمريكية، ولدت في 1985 بويست هوليوود في الولايات المتحدة.

## أعمال

### أفلام
- (2003) باك إن أكشن[3]

## وصلات خارجية
- نيكي مارتن على موقع IMDb (الإنجليزية)
- نيكي مارتن على موقع قاعدة بيانات الفيلم (الإنجليزية)